# Calvaire du Champ Clos
Le calvaire du Champ Clos est un calvaire situé en France sur la commune de Rosières, dans la région Auvergne-Rhône-Alpes.

## Localisation
Le calvaire est situé sur un promontoire rocheux, à côté du cimeterre sur la commune de Rosières, dans le département français de la Haute-Loire, dans l'ancienne région administrative d'Auvergne.

## Historique
Construit en 1820, ce calvaire reflète le zèle populaire dans cette région isolée du Velay au début du XIXe siècle, s'inscrivant dans une lignée artistique qui a donné naissance à de nombreuses œuvres dans le Velay à cette période. Il est inauguré le 12 novembre 1820 par le curé de Rosières. À partir des années 1960, le site est restauré et entretenu.

## Description
Ce calvaire est constitué d'un autel principal et de deux autels latéraux reposant sur une enceinte oblongue qui est ornée de douze croix, formant ainsi un chemin de croix. Utilisé lors des cérémonies funéraires, il comprend également, devant l'autel principal, une table des morts surmontée d'une croix. Les trois croix au sommet de l'autel et des autels latéraux sont sculptées, représentant le Christ entre le Bon et le Mauvais larron. Celle qui surplombe la table des morts présente sur sa face antérieure le Christ entre le soleil et la lune, tandis que sa face postérieure dévoile une Vierge à l'Enfant entourée de têtes d'anges. Les croix de l'enceinte sont de section carrée et dépourvues de décorations.

## Protection
Le calvaire dit Calvaire du Champ Clos est classé au titre des monuments historiques par arrêté du 18 décembre 1980.